# Scleria ovinux
Scleria ovinux là loài thực vật có hoa trong họ Cói. Loài này được J.Raynal ex Fosberg miêu tả khoa học đầu tiên năm 1994 publ. 1995.